# Dzielnica Lakeview
Dzielnica Lakeview (ang. Lakeview Terrace) – amerykański thriller z 2008 roku w reżyserii Neila LaBute’a.

## Opis fabuły
Nowożeńcy Chris (Patrick Wilson) i Afroamerykanka Lisa (Kerry Washington) Mattsonowie wprowadzają się do swojego wymarzonego domu w Kalifornii. Ich szczęście nie trwa niestety długo. Spokój młodej parze zakłóca sąsiad, czarnoskóry policjant Abel Turner (Samuel L. Jackson). Daje on odczuć obojgu, że nie akceptuje ich relacji. Uważa, że czarni nie powinni wiązać się z białymi. Mężczyzna jest pełen rasowych uprzedzeń i nienawiści. Zasadniczy funkcjonariusz zaczyna na każdym kroku utrudniać życie Mattsonów oraz chce narzucić im ustanowione przez siebie prawa. Chris i Lisa są jednak zdeterminowani i gotowi zrobić wszystko, by ochronić swoją miłość oraz szczęśliwy związek. Między nimi a Turnerem rozpoczyna się prawdziwa wojna.

## Obsada
- Samuel L. Jackson jako Abel Turner
- Patrick Wilson jako Chris Mattson
- Kerry Washington jako Lisa Mattson
- Jaishon Fisher jako Marcus Turner
- Regine Nehy jako Celia Turner
- Jay Hernández jako Javier Villareal
- Keith Loneker jako Clarence Darlington
- Ron Glass jako Harold Perreau
- Caleeb Pinkett jako Damon Richards
- Justin Chambers jako Donnie Eaton
- Juan Diaz jako Steele
- Lynn Chen jako Eden
- Bitsie Tulloch jako Nadine